# Ablaufprotokoll
Ein Ablaufprotokoll (engl. trace)  ist eine chronologische Dokumentation von Ereignissen (Protokoll). Es geht um das „Was war wann?“, bei detailliertem Ablaufprotokoll aber auch um das „Wie, wer und warum?“.
Ablaufprotokolle werden in verschiedenen Bereichen eingesetzt:
- Ein Projektablaufprotokoll dokumentiert alle Entscheidungen und Aktivitäten eines Projekts.
- Ein Ablaufprotokoll einer Besprechung nennt man auch Verlaufsprotokoll.
- Ein Ablaufprotokoll in der Informatik ist die Dokumentation eines Programmablaufes, das auch im Deutschen meist als Trace bezeichnet wird. Es dient der Ablaufverfolgung bei der Fehler- und Programmanalyse und kann typischerweise tabellarisch mittels eines Trace-Viewers gefiltert dargestellt werden.